# Children of Morta
Children of Morta est un jeu vidéo de rôle avec des éléments roguelike, sorti en septembre 2019. Développé par le studio iranien Dead Mage,,,, le jeu suit l'histoire de la famille Bergson, protectrice du mont Morta, qui doit la défendre contre un mal appelé la Corruption.

## Système de jeu
Les joueurs jouent le rôle de membres de la famille Bergson, et d'autres membres de la famille sont débloqués à mesure que le joueur progresse. Chaque membre familiale a son propre style de jeu et sa propre mécanique de jeu et monte au fur et à mesure qu'il se joue, ce qui lui permet de s'améliorer ainsi qu'aux autres membres de la famille. Le joueur doit traverser un certain nombre de donjons générés de manière procédurale dans les cavernes du mont Morta pour les débarrasser de divers ennemis et boss.
Les parcours individuels du donjon sont enregistrés avec des retours à la maison familiale Bergson, qui font parfois progresser le récit ou permettent aux joueurs d'assister au dialogue supplémentaire. Certaines parties de l'histoire se déroulent après les événements qui se produisent dans le jeu.